# Dzmitryj Asipenka
Dzmitryj Michajlavič Asipenka (in bielorusso Дзмітрый Міхайлавіч Асіпенка?; in russo Дмитрий Михайлович Осипенко?, Dmitrij Michajlovič Osipenko; Minsk, 12 dicembre 1982) è un ex calciatore bielorusso, di ruolo attaccante.

## Palmarès

### Club
- Coppa di Bielorussia: 1

Šachcër Salihorsk:2013-2014

### Individuale
- Capocannoniere della Vyšėjšaja Liha: 1

2012 (14 gol)